# Gharbi

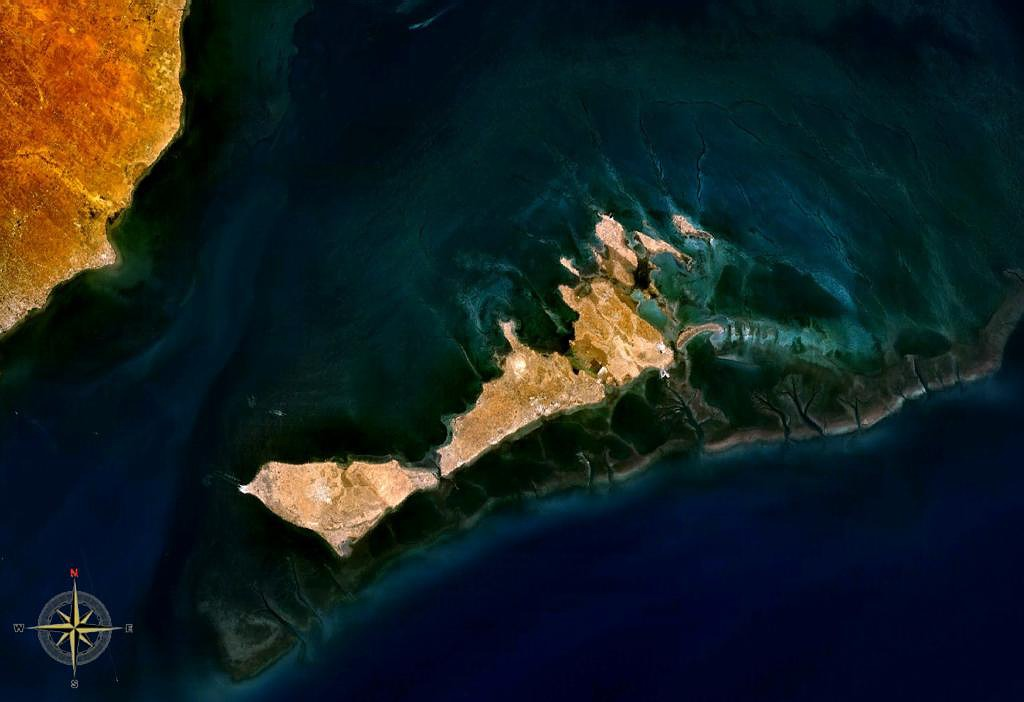
Landsat delle isole Kerkennah in Tunisia, inclusa l'isola di Gharbi

Gharbi (in arabo غربي‎? ) è la seconda più grande delle isole Kerkennah. al largo della costa settentrionale della Tunisia. Il nome significa "occidentale" in arabo. Il capoluogo è Mellita. L'isola ha una superficie di 69 km². L'isola più grande del gruppo, Chergui, significa "orientale" in arabo.

## Geografia
Di forma approssimativamente trapezoidale, si estende in diagonale per circa 14 km con una larghezza massima di 7 km km. L'unica strada asfaltata che la attraversa parte dal porto di Sidi Youssef, approdo del traghetto che collega le Kerkenna a Sfax, per arrivare al ponte al-Kantara che costituisce l'ingresso della seconda isola popolata dell'arcipelago: Chergui.
La sua superficie è in gran parte occupata da una laguna. Il suo paesaggio caratteristico è quello dei palmeti, di pochi frutteti dove sono piantati ulivi e viti. Mellita è il capoluogo villaggio che si trova nel suo centro e presenta circa un terzo della popolazione delle Kerkenna o 5.000 abitanti. Ouled Ezzedine è il secondo villaggio e si trova più a est.

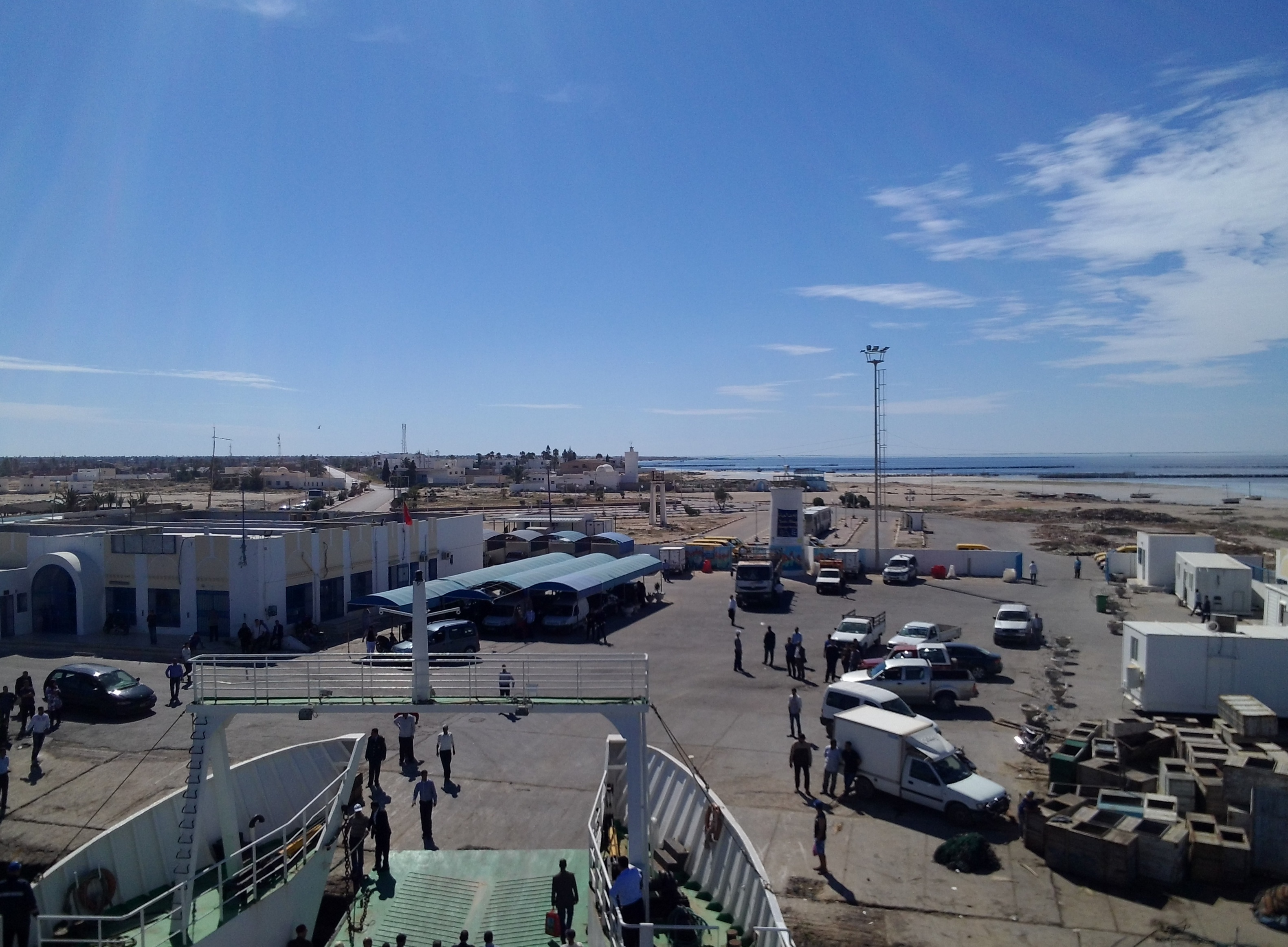
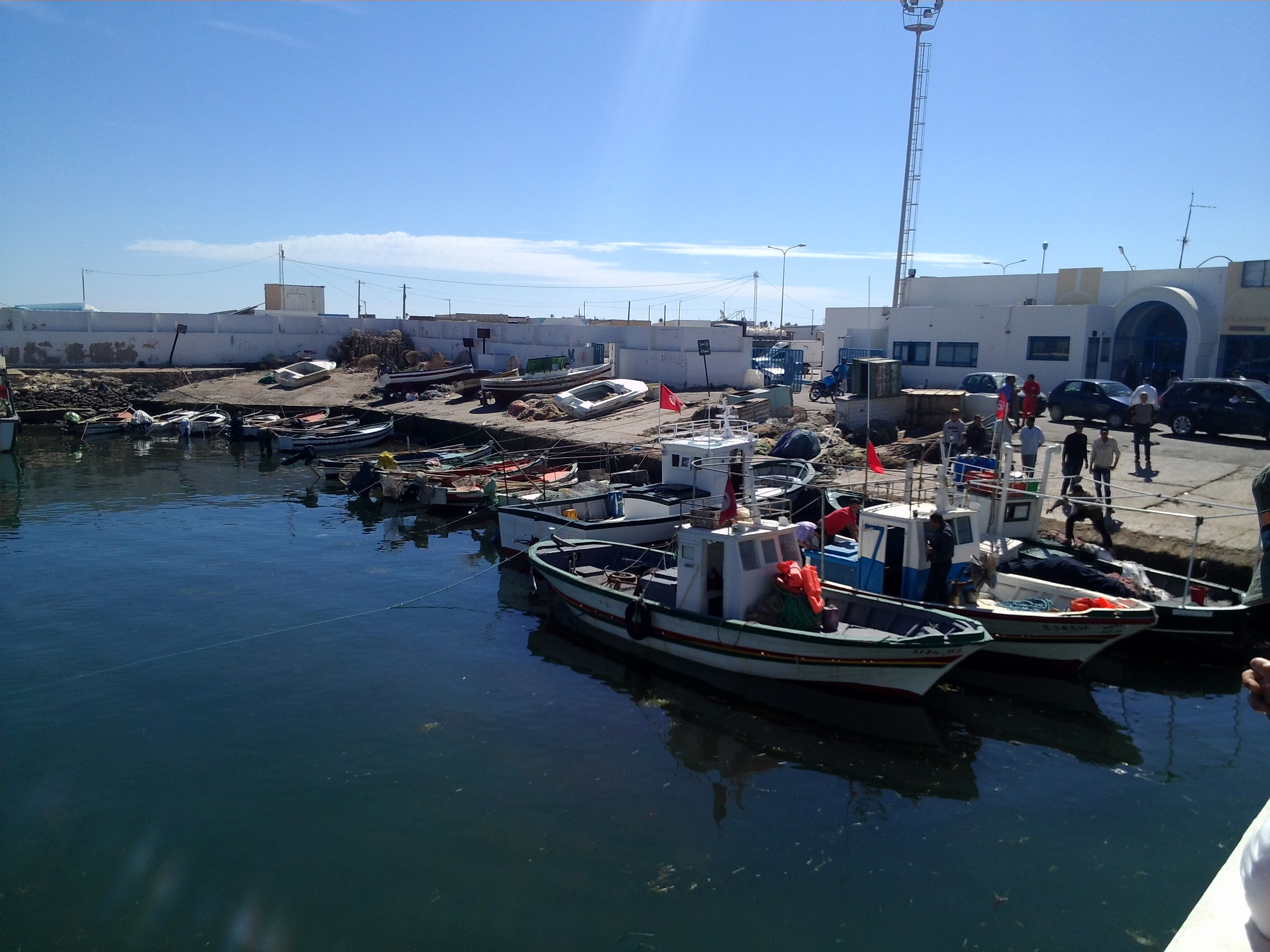
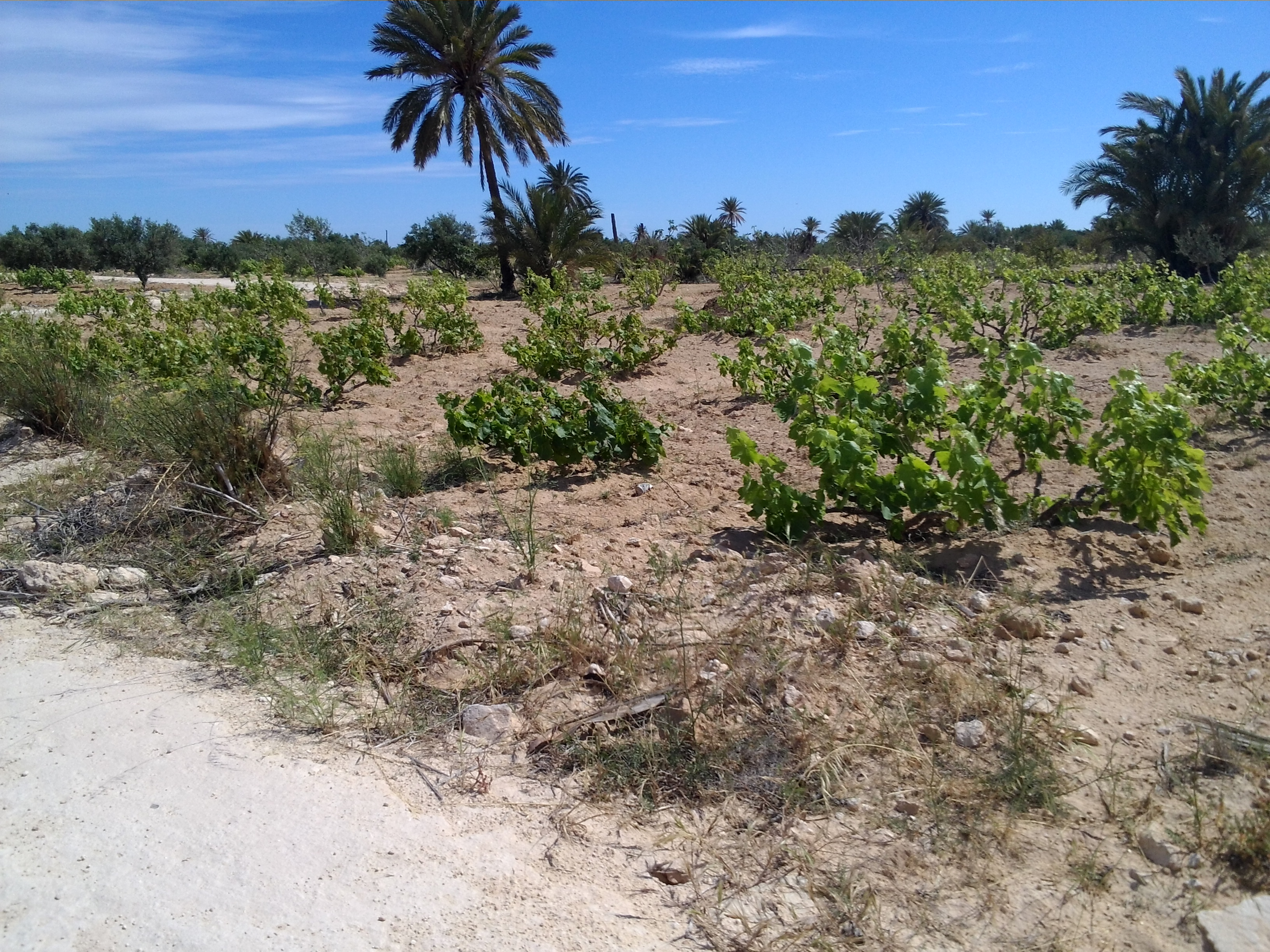
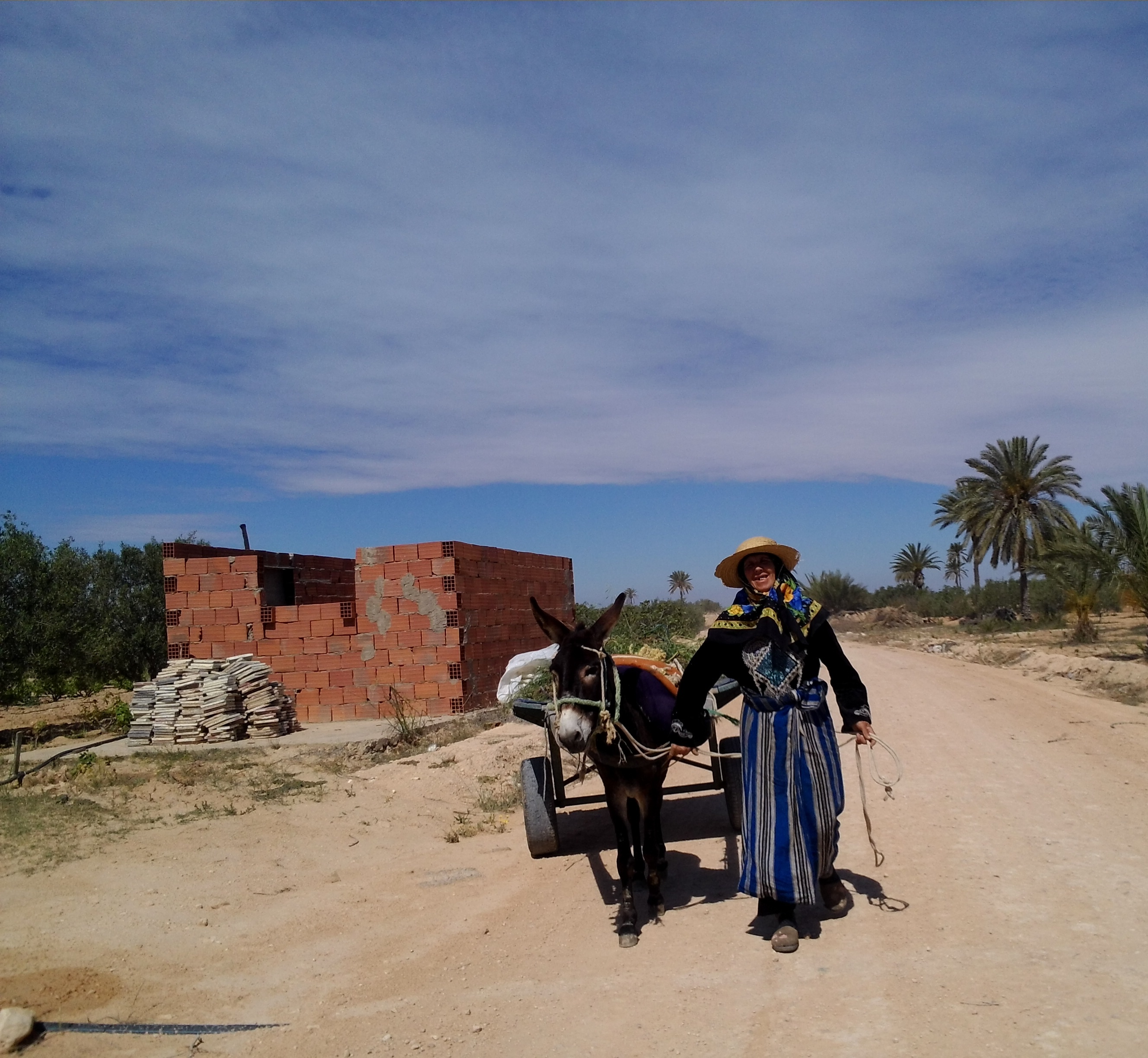